# Municipio de Rome (Illinois)
El municipio de Rome (en inglés: Rome Township) es una subdivisión administrativa del condado de Jefferson, Illinois, Estados Unidos. Según el censo de 2020, tiene una población de 1710 habitantes.

## Geografía
Está ubicado en las coordenadas 38°25′42″N 88°58′26″O / 38.42833, -88.97389. Según la Oficina del Censo de los Estados Unidos, tiene una superficie total de 94.05 km², de la cual 93.91 km² corresponden a tierra firme y 0.14 km² es agua.

## Demografía
Según el censo de 2020, hay 1710 personas residiendo en la zona. La densidad de población es de 18,21 hab./km². El 91.75 % son blancos, el 1.46 % son afroamericanos, el 0.23 % son amerindios, el 1.11 % son asiáticos, el 0.18 % son de otras razas y el 0.53 % son de una mezcla de razas. Del total de la población, el 2.05 % son hispanos o latinos de cualquier raza.